# Boronów
Boronów is een dorp in de Poolse woiwodschap Silezië. De plaats maakt deel uit van de gemeente Boronów en telt 2 792 inwoners.

## Verkeer en vervoer

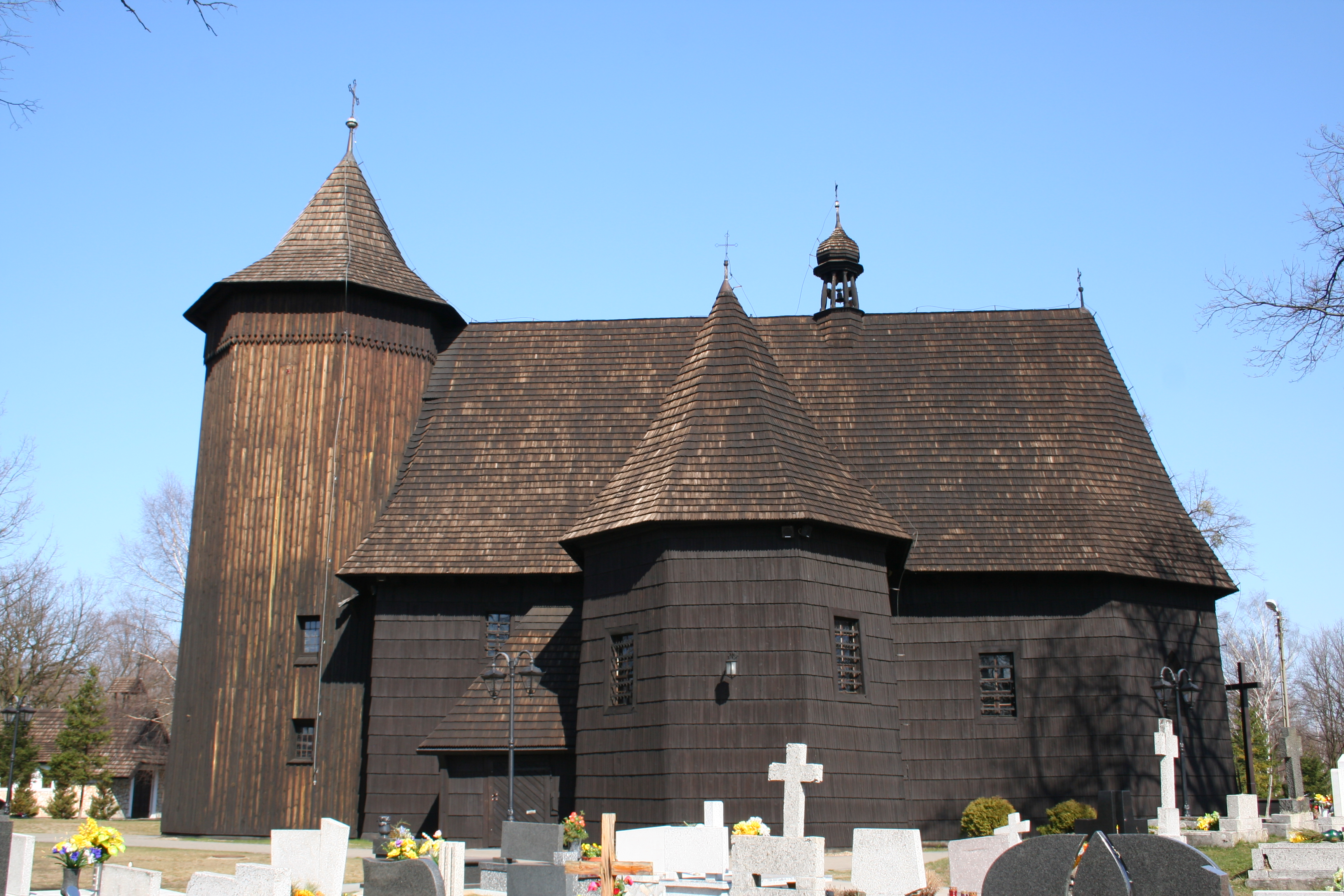
Kerk

- Station Boronów